# Олджай, Кенан
Кенан Олджай (тур. Kenan Olcay ; 1914, Турция — неизвестно) — турецкий борец греко-римского стиля, серебряный призёр Олимпийских игр  

## Биография
На Летних Олимпийских играх 1948 года в Лондоне боролся в наилегчайшем весе (до 52 килограммов) По регламенту турнира борец получал в схватках штрафные баллы. Набравший 5 штрафных баллов спортсмен выбывал из турнира. В наилегчайшем весе борьбу вели 13 борцов.
К пятому кругу на медали претендовали пять борцов, из них трое, в том числе и Олджай, находились на третьем месте с равными штрафными баллами. После пятого круга был на втором месте, так как по жребию его пропустил, а остальные борцы в нём отсеялись. В финале уступил Пьетро Ломбарди и остался с серебряной медалью олимпийских игр. 
| Выступление на Олимпийских играх 1948 года | Выступление на Олимпийских играх 1948 года | Выступление на Олимпийских играх 1948 года | Выступление на Олимпийских играх 1948 года | Выступление на Олимпийских играх 1948 года | Выступление на Олимпийских играх 1948 года | Выступление на Олимпийских играх 1948 года |
| Круг                                       | Соперник                                   | Страна                                     | Результат                                  | Баллы                                      | Всего баллов                               | Время схватки                              |
| ------------------------------------------ | ------------------------------------------ | ------------------------------------------ | ------------------------------------------ | ------------------------------------------ | ------------------------------------------ | ------------------------------------------ |
| 1                                          | Фритьоф Клаузен                            | Норвегия                                   | Победа По очкам                            | 3-0 -1                                     | -1                                         |                                            |
| 2                                          | Свенд Эге Томсен                           | Дания                                      | Победа По очкам                            | 3-0 -1                                     | -2                                         |                                            |
| 3                                          | Абдель Эль Мохамед                         | Египет                                     | Победа Туше                                | 0                                          | -2                                         |                                            |
| 4                                          | Дьюла Силадьи                              | Венгрия                                    | Поражение По очкам                         | 1-2 -2                                     | -4                                         |                                            |
| 5                                          |                                            |                                            |                                            |                                            |                                            |                                            |
| Финал                                      | Пьетро Ломбарди                            | Италия                                     | Поражение По очкам                         | 1-2                                        |                                            |                                            |